# Der Mann in der Wanne
Pour plus de détails, voir Fiche technique et Distribution.
Der Mann in der Wanne (en français : L'Homme dans la baignoire) est un film autrichien réalisé par Franz Antel, sorti en 1952.
Il s'agit de l'adaptation de la pièce du même nom de Karl Felmar et Ernst Friese.

## Synopsis
Le marchand d'art de Salzbourg Albert Bühler et sa femme Inge sont mariés. Mais un jour Inge a des doutes sur la fidélité conjugale de son mari. Elle surprend un appel téléphonique entre sa "meilleure moitié" assis dans la baignoire et son meilleur ami, le peintre et sculpteur Paul Mühlmeier, et entend Albert prononcer la phrase suivante, très inquiétante pour elle : « Je dois avoir cette femme ! » Inge ne comprend pas que les deux hommes passionnés d'art ont une discussion technique, et que "cette femme" signifie une sculpture qui était à vendre ! L'atmosphère à la table du petit-déjeuner dressée pour la fête est donc tendue, et quand Albert part pour Munich pour jeter un coup d'œil à la sculpture appelée Lilith. Inge a de mauvais pressentiments. Sur les conseils de sa meilleure amie Annemarie, étudiante en médecine, Inge veut maintenant faire comme son mari soi-disant infidèle et accepte un rendez-vous avec le professeur de gymnastique Kurt Fröhlich. Pendant ce temps, Albert arrive juste à temps dans l'atelier de son ami Paul, car sa fougueuse amie Lilly a déjà Lilith dans la main et, dans un accès de jalousie, veut lui jeter à la tête la création artistique de Paul.
Chez elle à Salzbourg, Inge Bühler envoie la gouvernante Lina chercher un livre à la bibliothèque. Cette dernière fait la connaissance du bibliothécaire légèrement excentrique Johannes Redlich, qui la prend pour l'épouse solitaire et négligée de Bühler, et tous deux se rapprochent émotionnellement. De retour à la maison avec la femme d'Albert, Inge, le malentendu sur Lilith est dissipé et le couple Bühler part ensemble pour la fête de fiançailles de la sœur d'Albert, Christl. Pendant ce temps, la gouvernante Lina invite Johannes dans la maison de ses employeurs. Il est impressionné par la splendeur artistique du lieu et essaie immédiatement la luxueuse baignoire. Il comble l'impressionnante Lina avec ses vers composés par lui-même. Un peu plus tard, le mariage de Christl approche, les Bühler se rendent donc à nouveau à Gut Schwarzau, cette fois avec Lina comme compagne. Afin d'offrir à son ami Paul, la possibilité de se réconcilier avec Lilly, Albert l'invite à passer les jours de son absence dans l'appartement indépendant de Salzbourg. Comme Inge n'aime pas particulièrement Paul, Albert ne lui parle pas, ni à la gouvernante, de l'invité secret qu'il attend. C'est juste dommage que Lina ait invité son Johannes à revenir chez les Bühler la dernière fois et ne l'ait pas désinvité à temps. Cependant, le premier invité inattendu à arriver dans l'appartement est le professeur de gymnastique Fröhlich, qui a redonné espoir à Inge. Avant que son mari Albert ne puisse le découvrir avant qu'ils ne se rendent à Schwarzau, Inge enferme Kurt dans le vestiaire sans pouvoir le libérer avant de partir.
Lorsque Paul entre dans l'appartement soi-disant désert, le désastre suit son cours. Il a à peine ouvert l'armoire que le professeur de sport Kurt sort précipitamment et, croyant avoir le maître de maison devant lui, s'enfuit dans une autre pièce afin de s'y cacher à nouveau. Paul, qui suppose que le "cambrioleur" s'est échappé de l'appartement, profite alors d'un bain moussant dans la magnifique baignoire. Peu de temps après, une autre personne apparaît dans l'appartement : Annemarie, l'amie d'Inge, qui a reçu une deuxième clé d'Inge pour vérifier la bonne. L'homme nu dans la baignoire ne pouvant s'identifier immédiatement, Annemarie alerte la police qui arrête Paul et l'emmène. Ce n'est pas injuste pour lui, car Paul a découvert que sa petite amie, Lilly, s'est rendue à Salzbourg en colère. Lors d'une conversation téléphonique avec Schwarzau, Annemarie apprend que l'homme présent est Paul, l'ami d'Albert. Kurt entend cela depuis la pièce voisine et, après que le cambrioleur présumé Paul fut emmené, se fait alors passer pour Paul Mühlmeier et prétend que la personne qui vient d'être arrêtée était un étranger et donc un cambrioleur. Annemarie et le faux Paul, c'est-à-dire Kurt, se prennent rapidement d'affection et passent la nuit suivante ensemble, mais modestement, dans l'appartement des Bühler.
L'erreur sur l'identité de Paul est éclaircie le lendemain après la consultation avec Albert à Schwarzau, Paul est libéré. Inge informe maintenant la police que l'étranger arrêté dans l'appartement doit être son professeur de gymnastique Kurt, après quoi l'inspecteur de police se rend à nouveau à l'appartement des Bühler. Paul retourne également dans l'appartement de son ami, où le chaos s'ensuit. Paul est à nouveau arrêté, cette fois comme le "cambrioleur" Kurt Fröhlich. Paul, d'autre part, pense que les deux personnes trouvées dans l'appartement, Kurt et Annemarie, doivent être la femme de son ami Albert, Inge, et son amant ; il serait donc témoin d'adultère. Paul est de nouveau arrêté et Kurt retourne à son prochain cours de gym. Cela signifie que seule Annemarie est encore dans l'appartement des Bühler. Lilly, venue de Munich et à la recherche de son Paul, tombe maintenant sur l'ami d'Inge. Lilly doit supposer qu'Annemarie est la maîtresse de Paul. En conséquence, les deux femmes, croyant qu'elles se disputent le même homme, se disputent d'abord.
Au lieu du mariage, Gut Schwarzau, toutes les personnes impliquées s'inquiètent en même temps de la situation délicate dans l'appartement de Salzbourg : quelqu'un a été arrêté, mais qui ? Albert suppose (correctement) que c'est Paul; Inge pense que cela ne peut être que Kurt le sportif, et Lina soupçonne Johannes. Afin de clarifier les choses, les trois participants à la noce retournent à l'appartement des Bühler à Salzbourg indépendamment les uns des autres. Enfin, bien plus tard, pour couronner le tout, Johannes se présente dans l'appartement de Salzbourg et, inaperçu des autres personnes présentes, s'installe confortablement dans la baignoire. L'inspecteur de police Knoll se présente un peu plus tard et tout le gâchis est enfin réglé. Il y a trois couples heureux : Albert et Inge, qui sont mariés l'un à l'autre, et Kurt et Annemarie, et Johannes et Lina, qui viennent de se trouver. Seul Paul a préféré fuir l'épuisante et capricieuse Lilly. À la fin de l'histoire, le seul homme qui reste dans la baignoire est un caniche.

## Fiche technique
- Titre original : Der Mann in der Wanne
- Réalisation : Franz Antel assisté d'Arnfried Heyne
- Scénario : Fritz Koselka, Gunther Philipp, Lilian Belmont, Franz Antel
- Musique : Hans Lang
- Direction artistique : Fritz Jüptner-Jonstorff
- Photographie : Hans Schneeberger
- Son : Erwin Jennewein
- Montage : Arnfried Heyne
- Production : Erich von Neusser
- Société de production : Neusser-Film GmbH
- Société de distribution : Union-Film
- Pays de production :  Autriche
- Langue : allemand
- Format : Noir et blanc - 1,37:1 - Mono - 35 mm
- Genre : Comédie
- Durée : 93 minutes
- Dates de sortie :
  - Autriche : 14 août 1952.
  - Allemagne de l'Ouest : 19 septembre 1952.

## Distribution
- Axel von Ambesser : Albert Bühler, marchand d'art
- Maria Andergast : Inge Bühler, sa femme
- Wolf Albach-Retty : Paul Mühlmeier, peintre
- Jeanette Schultze (de) : Annemarie Bernhard, étudiante en médecine
- Gunther Philipp : Kurt Fröhlich, professeur de sport
- Mady Rahl : Lilly, la petite amie de Paul
- Lucie Englisch : Lina, femme de ménage chez les Bühler
- Günther Lüders : Johannes Redlich, bibliothécaire
- Rudolf Carl : l'inspecteur de police Knoll
- Ilse Peternell : Christl, la sœur d'Albert

## Production
Der Mann in der Wanne est réalisé dans les studios autrichiens de Thiersee et Parsch ainsi qu'à Salzbourg et dans les environs.